# 10cc
10cc es un grupo de estilo pop rock y art pop británico, originario de Stockport, que tuvo gran éxito especialmente en la década de 1970. Inicialmente la banda constaba de cuatro integrantes: Graham Gouldman, Eric Stewart, Kevin Godley y Lol Creme, quienes habían compuesto y grabado juntos durante tres años, antes de asumir el nombre 10cc en 1972.
Su debut fue en 1974 y alcanzaron su mayor éxito con la canción «I'm Not in Love» (1975) y lograron también reconocimiento con otras, tales como «Silly Love», «Wall Street Shuffle» y «Dreadlock Holiday». Se separaron en 1995.

## Discografía
- 10cc (1973)
- Sheet Music (1974)
- The Original Soundtrack (1975)
- How Dare You! (1976)
- Deceptive Bends (1977)
- Bloody Tourists (1978)
- Look Hear? (1980)
- Ten Out of 10 (1981)
- Windows in the Jungle (1983)
- Meanwhile (1992)
- Mirror Mirror (1995)